# Handball-Bundesliga (Frauen)
Die Handball-Bundesliga Frauen (HBF) ist die höchste deutsche Spielklasse im Frauen-Handball.
Der Spielmodus wurde in der Geschichte der Bundesliga mehrfach geändert. Seit der Saison 2024/25 treten 12 Vereine in einem Ligasystem an, bei dem jeder Verein je ein Hin- und Rückspiel gegen jeden anderen Verein bestreitet. Nach der Hin- und Rückrunde wird die Meisterschaft in Playoffs entschieden.
Erfolgreichster Verein der Bundesliga ist Bayer Leverkusen, gefolgt vom TV Lützellinden.

## Geschichte
Der Titel des Deutschen Meisters im Hallenhandball der Frauen wird seit 1957/58 vergeben. Die Bundesliga wurde 1975 als höchste Spielklasse eingeführt. In den ersten zehn Jahren wurde die Liga in zwei Staffeln (Nord und Süd) gespielt und der Deutsche Meister im Play-off, an dem die beiden Erstplatzierten jeder Staffel teilnahmen, ermittelt. Seit 1985 gibt es die „eingleisige“ Bundesliga. Einziger Verein, der alle bisherigen 50 Spielzeiten in der Bundesliga spielte, ist Bayer 04 Leverkusen, das mit insgesamt acht Bundesliga-Meisterschaften der Rekordtitelträger ist. Auch die beiden ersten Meisterschaften in der eingleisigen Bundesliga gingen nach Leverkusen. Die erfolgreichsten Vereine seit Einführung der eingleisigen Bundesliga sind der TV Lützellinden mit sieben und TuS Walle Bremen mit fünf Meisterschaften; von den zwischen 1988 und 1997 vergebenen Meistertiteln gingen alle zehn entweder nach Bremen oder nach Lützellinden, das 2001 und 2002 noch zwei Mal triumphierte. Nach dem Rückzug der Bremerinnen aus der Bundesliga im Jahre 1998 prägten die Duelle zwischen dem TV Lützellinden und dem HC Leipzig das Geschehen an der Tabellenspitze der Liga; zwischen 1998 und 2002 hieß der Meister entweder Lützellinden oder Leipzig. Es folgten zwei Debütanten als Meister: DJK/MJC Trier und der FHC Frankfurt/Oder. 2004 folgte das Aus für einen weiteren Topklub: Dem TV Lützellinden wurde die Bundesliga-Lizenz entzogen. Ein Jahr später stellten die Gießener Vorstädter den Spielbetrieb ein.

## Soziales Engagement
Der Frauenhandball hat die permanente Aktion von „Handball hilft“ für die Deutsche Krebshilfe gestartet. Nach Angaben der Organisation kamen allein 2008/09 über 30.000 Euro Spenden aus führenden Handballvereinen zusammen, hinzu kommen Veranstaltungen mittlerer und kleiner Vereine in den Bundesländern. Die Benefizaktion 2010 unterstützten alle Frauenbundesligisten sowie 17 Erstligisten und 19 Zweitligisten.

## Unterbau
1985 wurde die 2. Bundesliga eingeführt, die zunächst in zwei Staffeln (Nord und Süd) bzw. in den Jahren 1991–1994 in drei Staffeln (Nord, Mitte, Süd) ausgetragen wurde. Seit der Saison 2011/12 wird die 2. Bundesliga in einer Staffel mit 16 Mannschaften ausgetragen. Darunter folgt die viergleisige 3. Liga.

## Aufstiegs- und Abstiegsmodus
Nach einem missglückten Erstversuch wurde seit der Saison 2005/06 die Liga, in der zwölf Mannschaften spielten, nach 22 Spieltagen gedrittelt: Die Plätze 1 bis 4 ermittelten den Deutschen Meister, die Teams auf den Plätzen 5 bis 10 spielten die weiteren Platzierungen aus, wobei der Sieger, der letztlich Fünftplatzierte, einen Platz im Europapokal zugesprochen bekam. Die Meisterschaftsplayoffs wurden dabei mit Halbfinale und Finale ausgespielt.
Die beiden Erstplatzierten der 2. Bundesliga steigen in die Bundesliga auf. Die beiden Letztplatzierten der 1. Bundesliga steigen direkt in die 2. Bundesliga ab.

## Die Bundesliga-Meister
| Verein                 | Titel | Jahre                                                                  |
| ---------------------- | ----- | ---------------------------------------------------------------------- |
| Bayer Leverkusen       | 8     | 1978/79, 1979/80, 1981/82, 1982/83, 1983/84, 1984/85, 1985/86, 1986/87 |
| Thüringer HC           | 7     | 2010/11, 2011/12, 2012/13, 2013/14, 2014/15, 2015/16, 2017/18          |
| TV Lützellinden        | 7     | 1987/88, 1988/89, 1989/90, 1992/93, 1996/97, 1999/2000, 2000/01        |
| HC Leipzig             | 6     | 1997/98, 1998/99, 2001/02, 2005/06, 2008/09, 2009/10                   |
| TuS Walle Bremen       | 5     | 1990/91, 1991/92, 1993/94, 1994/95, 1995/96                            |
| SG BBM Bietigheim      | 5     | 2016/17, 2018/19, 2021/22, 2022/23, 2023/24                            |
| 1. FC Nürnberg         | 3     | 2004/05, 2006/07, 2007/08                                              |
| TuS Eintracht Minden   | 2     | 1975/76, 1977/78                                                       |
| FHC Frankfurt/Oder     | 1     | 2003/04                                                                |
| DJK/MJC Trier          | 1     | 2002/03                                                                |
| PSV Grünweiß Frankfurt | 1     | 1980/81                                                                |
| TSV GutsMuths Berlin   | 1     | 1976/77                                                                |
| Borussia Dortmund      | 1     | 2020/21                                                                |
| HB Ludwigsburg         | 1     | 2024/25                                                                |

### Saisonbilanzen
Erläuterung: Der DHB-Pokal wurde erstmals 1974/75 ausgespielt, also ein Jahr vor Einführung der Bundesliga. Der erste Sieger, TSV GutsMuths Berlin, und der unterlegene Finalist, der TSV Rot-Weiß Auerbach, sind daher nicht in der Liste aufgeführt. Die erste Spielerin des Jahres wurde Anfang 1979 für das zurückliegende Jahr 1978 gewählt. Die Spielerin des Jahres 2013/14 wird demnach Anfang 2015 bekannt gegeben.
| Jahr      | Meister                                      | Vizemeister                                  | DHB-Pokalsieger                                   | Finalist                                          | Spielerin des Jahres |
| --------- | -------------------------------------------- | -------------------------------------------- | ------------------------------------------------- | ------------------------------------------------- | -------------------- |
| 1975/76   | TuS Eintracht Minden                         | Bayer Leverkusen                             | TSV GutsMuths Berlin                              | Bayer Leverkusen                                  | –                    |
| 1976/77   | TSV GutsMuths Berlin                         | TSV Rot-Weiß Auerbach                        | TuS Eintracht Minden                              | TSV Rot-Weiß Auerbach                             | –                    |
| 1977/78   | TuS Eintracht Minden                         | Bayer Leverkusen                             | TuS Eintracht Minden                              | TuS Metzingen                                     | Veronika Maaß        |
| 1978/79   | Bayer Leverkusen                             | TuS Eintracht Minden                         | TSV GutsMuths Berlin                              | Bayer Leverkusen                                  | Sigrid Berndt        |
| 1979/80   | Bayer Leverkusen                             | TSV GutsMuths Berlin                         | Bayer Leverkusen                                  | TuS Metzingen                                     | Anni Placht          |
| 1980/81   | PSV Grünweiß Frankfurt                       | TSV GutsMuths Berlin                         | VfL Oldenburg                                     | Holstein Kiel                                     | Renate Schulzki      |
| 1981/82   | Bayer Leverkusen                             | VfL Engelskirchen                            | Bayer Leverkusen                                  | SSC Südwest 1947                                  | Dagmar Stelberg      |
| 1982/83   | Bayer Leverkusen                             | VfL Oldenburg                                | Bayer Leverkusen                                  | VfL Sindelfingen                                  | Dagmar Stelberg      |
| 1983/84   | Bayer Leverkusen                             | TV Lützellinden                              | Bayer Leverkusen                                  | VfL Sindelfingen                                  | Britta Vattes        |
| 1984/85   | Bayer Leverkusen                             | TV Lützellinden                              | Bayer Leverkusen                                  | VfL Engelskirchen                                 | Astrid Hühn          |
| 1985/86   | Bayer Leverkusen                             | VfL Engelskirchen                            | VfL Engelskirchen                                 | Bayer Leverkusen                                  | Dagmar Stelberg      |
| 1986/87   | Bayer Leverkusen                             | TV Lützellinden                              | Bayer Leverkusen                                  | TV Lützellinden                                   | Dagmar Stelberg      |
| 1987/88   | TV Lützellinden                              | Bayer Leverkusen                             | VfL Engelskirchen                                 | Bayer Leverkusen                                  | Elena Leonte         |
| 1988/89   | TV Lützellinden                              | Bayer Leverkusen                             | TV Lützellinden                                   | VfL Oldenburg                                     | Astrid Seiffert      |
| 1989/90   | TV Lützellinden                              | Bayer Leverkusen                             | TV Lützellinden                                   | Buxtehuder SV                                     | Astrid Seiffert      |
| 1990/91   | TuS Walle Bremen                             | TV Lützellinden                              | Bayer Leverkusen                                  | TV Lützellinden                                   | Elena Leonte         |
| 1991/92   | TuS Walle Bremen                             | TV Lützellinden                              | TV Lützellinden                                   | TuS Walle Bremen                                  | Elena Leonte         |
| 1992/93   | TV Lützellinden                              | TuS Walle Bremen                             | TuS Walle Bremen                                  | TV Lützellinden                                   | Bianca Urbanke       |
| 1993/94   | TuS Walle Bremen                             | TV Lützellinden                              | TuS Walle Bremen                                  | Borussia Dortmund                                 | Bianca Urbanke       |
| 1994/95   | TuS Walle Bremen                             | TV Lützellinden                              | TuS Walle Bremen                                  | TV Lützellinden                                   | Michaela Erler       |
| 1995/96   | TuS Walle Bremen                             | VfB Leipzig                                  | VfB Leipzig                                       | Buxtehuder SV                                     | Michaela Erler       |
| 1996/97   | TV Lützellinden                              | VfB Leipzig                                  | Borussia Dortmund                                 | VfB Leipzig                                       | Franziska Heinz      |
| 1997/98   | VfB Leipzig                                  | TV Lützellinden                              | TV Lützellinden                                   | Borussia Dortmund                                 | Silvia Schmitt       |
| 1998/99   | VfB Leipzig                                  | Borussia Dortmund                            | TV Lützellinden                                   | SG Minden/Minderheide                             | Grit Jurack          |
| 1999/2000 | TV Lützellinden                              | HC Leipzig                                   | HC Leipzig                                        | TV Mainzlar                                       | Grit Jurack          |
| 2000/01   | TV Lützellinden                              | HC Leipzig                                   | TV Mainzlar                                       | Bayer Leverkusen                                  | Grit Jurack          |
| 2001/02   | HC Leipzig                                   | TV Lützellinden                              | Bayer Leverkusen                                  | VfL Oldenburg                                     | Anika Ziercke        |
| 2002/03   | DJK/MJC Trier                                | Buxtehuder SV                                | FHC Frankfurt/Oder                                | DJK/MJC Trier                                     | Kathrin Blacha       |
| 2003/04   | FHC Frankfurt/Oder                           | 1. FC Nürnberg                               | 1. FC Nürnberg                                    | FHC Frankfurt/Oder                                | Kathrin Blacha       |
| 2004/05   | 1. FC Nürnberg                               | DJK/MJC Trier                                | 1. FC Nürnberg                                    | Bayer Leverkusen                                  | Nadine Krause        |
| 2005/06   | HC Leipzig                                   | Bayer Leverkusen                             | HC Leipzig                                        | 1. FC Nürnberg                                    | Nadine Krause        |
| 2006/07   | 1. FC Nürnberg                               | Bayer Leverkusen                             | HC Leipzig                                        | Buxtehuder SV                                     | Grit Jurack          |
| 2007/08   | 1. FC Nürnberg                               | HC Leipzig (SC)                              | HC Leipzig (SC)                                   | 1. FC Nürnberg                                    | Grit Jurack          |
| 2008/09   | HC Leipzig                                   | Bayer Leverkusen                             | VfL Oldenburg (SC)                                | 1. FC Nürnberg                                    | Clara Woltering      |
| 2009/10   | HC Leipzig                                   | Bayer Leverkusen                             | Bayer Leverkusen                                  | HSG Blomberg-Lippe                                | Clara Woltering      |
| 2010/11   | Thüringer HC                                 | Buxtehuder SV                                | Thüringer HC                                      | Buxtehuder SV                                     | Franziska Mietzner   |
| 2011/12   | Thüringer HC                                 | Buxtehuder SV                                | VfL Oldenburg                                     | Bayer Leverkusen                                  | Katja Schülke        |
| 2012/13   | Thüringer HC                                 | HC Leipzig                                   | Thüringer HC                                      | HC Leipzig                                        | Susann Müller        |
| 2013/14   | Thüringer HC                                 | HC Leipzig                                   | HC Leipzig                                        | HSG Blomberg-Lippe                                | Katja Schülke        |
| 2014/15   | Thüringer HC (SC)                            | Buxtehuder SV                                | Buxtehuder SV                                     | VfL Oldenburg                                     | Anna Loerper         |
| 2015/16   | Thüringer HC (SC)                            | TuS Metzingen                                | HC Leipzig                                        | Borussia Dortmund                                 | Anna Loerper         |
| 2016/17   | SG BBM Bietigheim (SC)                       | Thüringer HC                                 | Buxtehuder SV                                     | TuS Metzingen                                     | Michaela Hrbková     |
| 2017/18   | Thüringer HC (SC)                            | SG BBM Bietigheim                            | VfL Oldenburg                                     | SG BBM Bietigheim                                 |                      |
| 2018/19   | SG BBM Bietigheim                            | Thüringer HC                                 | Thüringer HC                                      | SG BBM Bietigheim                                 |                      |
| 2019/20   | Saisonabbruch aufgrund der COVID-19-Pandemie | Saisonabbruch aufgrund der COVID-19-Pandemie | Wettbewerbsabbruch aufgrund der COVID-19-Pandemie | Wettbewerbsabbruch aufgrund der COVID-19-Pandemie |                      |
| 2020/21   | Borussia Dortmund                            | SG BBM Bietigheim                            | SG BBM Bietigheim                                 | HL Buchholz 08-Rosengarten                        |                      |
| 2021/22   | SG BBM Bietigheim                            | Borussia Dortmund                            | SG BBM Bietigheim                                 | VfL Oldenburg                                     |                      |
| 2022/23   | SG BBM Bietigheim                            | Thüringer HC                                 | SG BBM Bietigheim                                 | HSG Bensheim/Auerbach                             |                      |
| 2023/24   | SG BBM Bietigheim                            | HSG Bensheim/Auerbach                        | TuS Metzingen                                     | SG BBM Bietigheim                                 |                      |
| 2024/25   | HB Ludwigsburg                               | HSG Blomberg-Lippe                           | HB Ludwigsburg                                    | HSG Blomberg-Lippe                                |                      |

(SC): Sieger des DHB-Supercup

### Die Double-Gewinner
Folgende Vereine haben in einer Saison sowohl die deutsche Meisterschaft als auch den DHB-Pokal gewonnen:
- Bayer Leverkusen – 1979/80, 1981/82, 1982/83, 1983/84, 1984/85, 1986/87
- TV Lützellinden – 1988/89, 1989/90
- TuS Walle Bremen – 1993/94, 1994/95
- Thüringer HC – 2010/11, 2012/13
- SG BBM Bietigheim – 2021/22, 2022/23
- TuS Eintracht Minden – 1977/78
- 1. FC Nürnberg – 2004/05
- HC Leipzig – 2005/06
- HB Ludwigsburg - 2024/25

## Regionalmeister vor Einführung der Bundesliga
Die deutsche Meisterschaft im Hallenhandball der Frauen wird seit 1957/58 ausgespielt. Bis Ende der 60er Jahre wurden zunächst die Meister auf Kreisebene ermittelt. Die Kreismeister spielten um den Titel des Landesmeisters, der dann mit den anderen Landesmeistern ein Turnier um die Regionalmeisterschaft bestritt. Die Regionalmeister schließlich ermittelten den Deutschen Meister. Bis 1964 nahm zusätzlich der Vizemeister des ausrichtenden Verbandes an der Endrunde teil.
Zur Saison 1975/76 wurde die zweigleisige 1. Bundesliga eingeführt.
| Jahr | Süd               | Südwest                | West                 | Nord                     | Berlin                 |
| ---- | ----------------- | ---------------------- | -------------------- | ------------------------ | ---------------------- |
| 1958 | Post SV München   | TV Vorwärts Frankfurt  | Düsseldorfer SV 04   | Eimsbütteler TV          | SSC Südwest 1947       |
| 1959 | Post SV München   | TV Vorwärts Frankfurt  | RSV Mülheim          | Eimsbütteler TV          | Reinickendorfer Füchse |
| 1960 | 1. FC Nürnberg    | TV Vorwärts Frankfurt  | SC Greven 09         | Eimsbütteler TV          | SSC Südwest 1947       |
| 1961 | 1. FC Nürnberg    | TV Vorwärts Frankfurt  | RSV Mülheim          | Eimsbütteler TV          | SSC Südwest 1947       |
| 1962 | VfR Mannheim      | TV Vorwärts Frankfurt  | SC Greven 09         | Eimsbütteler TV          | OSC Berlin             |
| 1963 | Freiburger FC     | TV Vorwärts Frankfurt  | Bayer Leverkusen     | Eimsbütteler TV          | SSC Südwest 1947       |
| 1964 | 1. FC Nürnberg    | TV Vorwärts Frankfurt  | Bayer Leverkusen     | Holstein Kiel            | OSC Berlin             |
| 1965 | 1. FC Nürnberg    | Südwest Ludwigshafen   | Bayer Leverkusen     | Eimsbütteler TV          | SSC Südwest 1947       |
| 1966 | Freiburger FC     | TSG Kaiserslautern     | Bayer Leverkusen     | Eimsbütteler TV          | OSC Berlin             |
| 1967 | 1. FC Nürnberg    | TV Vorwärts Frankfurt  | Bayer Leverkusen     | Eimsbütteler TV          | OSC Berlin             |
| 1968 | 1. FC Nürnberg    | TV Vorwärts Frankfurt  | Bayer Leverkusen     | SC Union 03 Hamburg      | OSC Berlin             |
| 1969 | 1. FC Nürnberg    | TV Vorwärts Frankfurt  | Bayer Leverkusen     | SC Union 03 Hamburg      | TSV GutsMuths Berlin   |
| 1970 | 1. FC Nürnberg    | PSV Grünweiß Frankfurt | SC Greven 09         | Holstein Kiel            | OSC Berlin             |
| 1971 | 1. FC Nürnberg    | PSV Grünweiß Frankfurt | Bayer Leverkusen     | Holstein Kiel            | TSV GutsMuths Berlin   |
| 1972 | 1. FC Nürnberg    | Südwest Ludwigshafen   | Bayer Leverkusen     | SC Union 03 Hamburg      | OSC Berlin             |
| 1973 | 1. FC Nürnberg    | PSV Grünweiß Frankfurt | TuS Eintracht Minden | Hamburger TS             | TSV GutsMuths Berlin   |
| 1974 | FC Bayern München | TSV Rot-Weiß Auerbach  | Bayer Leverkusen     | Holstein Kiel            | TSV GutsMuths Berlin   |
| 1975 | FC Bayern München | TSV Rot-Weiß Auerbach  | TuS Eintracht Minden | SV Rot-Weiß Kiebitzreihe | TSV GutsMuths Berlin   |

## Deutsche Meister seit 1958
| Verein                    | Titel | Jahre                                                            |
| ------------------------- | ----- | ---------------------------------------------------------------- |
| Bayer 04 Leverkusen       | 11    | 1965, 1966, 1974, 1979, 1980, 1982, 1983, 1984, 1985, 1986, 1987 |
| Thüringer HC              | 07    | 2011, 2012, 2013, 2014, 2015, 2016, 2018                         |
| TV Lützellinden           | 07    | 1988, 1989, 1990, 1993, 1997, 2000, 2001                         |
| 1. FC Nürnberg            | 06    | 1964, 1969, 1970, 2005, 2007, 2008                               |
| HC Leipzig                | 06    | 1998, 1999, 2002, 2006, 2009, 2010                               |
| TuS Walle Bremen          | 05    | 1991, 1992, 1994, 1995, 1996                                     |
| SG BBM Bietigheim         | 05    | 2017, 2019, 2022, 2023, 2024                                     |
| Eimsbütteler TV           | 04    | 1958, 1959, 1963, 1967                                           |
| TuS Eintracht Minden      | 04    | 1973, 1975, 1976, 1978                                           |
| RSV Mülheim               | 02    | 1960, 1961                                                       |
| SC Union 03 Hamburg       | 02    | 1968, 1972                                                       |
| SSC Südwest 1947          | 01    | 1962                                                             |
| Kieler SV Holstein        | 01    | 1971                                                             |
| TSV GutsMuths Berlin      | 01    | 1977                                                             |
| PSV Grünweiß Frankfurt    | 01    | 1981                                                             |
| DJK/MJC Trier             | 01    | 2003                                                             |
| Frankfurter Handball Club | 01    | 2004                                                             |
| Borussia Dortmund         | 01    | 2021                                                             |
| HB Ludwigsburg            | 01    | 2025                                                             |

### Die Meister vor Einführung der Bundesliga (1958–1975)
| Verein               | Titel | Jahre                  |
| -------------------- | ----- | ---------------------- |
| Eimsbütteler TV      | 4     | 1958, 1959, 1963, 1967 |
| Bayer Leverkusen     | 3     | 1965, 1966, 1974       |
| 1. FC Nürnberg       | 3     | 1964, 1969, 1970       |
| TuS Eintracht Minden | 2     | 1973, 1975             |
| SC Union 03 Hamburg  | 2     | 1968, 1972             |
| RSV Mülheim          | 2     | 1960, 1961             |
| Holstein Kiel        | 1     | 1971                   |
| SSC Südwest 1947     | 1     | 1962                   |

Zwei Mal wurden Regional-Vizemeister Deutsche Meister, da von 1958 bis 1964 auch der Vizemeister des ausrichtenden Verbandes an der Endrunde teilnehmen durfte: 1960 RSV Mülheim (Vize RV West), 1962 Steglitzer SC Südwest (Vize RV Berlin).

### Die Meister der zweigleisigen Bundesliga (1976–1985)
| Verein                 | Titel | Jahre                              |
| ---------------------- | ----- | ---------------------------------- |
| Bayer Leverkusen       | 6     | 1979, 1980, 1982, 1983, 1984, 1985 |
| TuS Eintracht Minden   | 2     | 1976, 1978                         |
| PSV Grünweiß Frankfurt | 1     | 1981                               |
| TSV GutsMuths Berlin   | 1     | 1977                               |

### Die Meister der eingleisigen Bundesliga (seit 1986)
| Verein             | Titel | Jahre                                    |
| ------------------ | ----- | ---------------------------------------- |
| TV Lützellinden    | 7     | 1988, 1989, 1990, 1993, 1997, 2000, 2001 |
| Thüringer HC       | 7     | 2011, 2012, 2013, 2014, 2015, 2016, 2018 |
| HC Leipzig         | 6     | 1998, 1999, 2002, 2006, 2009, 2010       |
| TuS Walle Bremen   | 5     | 1991, 1992, 1994, 1995, 1996             |
| SG BBM Bietigheim  | 5     | 2017, 2019, 2022, 2023, 2024             |
| 1. FC Nürnberg     | 3     | 2005, 2007, 2008                         |
| Bayer Leverkusen   | 2     | 1986, 1987                               |
| DJK/MJC Trier      | 1     | 2003                                     |
| FHC Frankfurt/Oder | 1     | 2004                                     |
| Borussia Dortmund  | 1     | 2021                                     |
| HB Ludwigsburg     | 1     | 2025                                     |

Im Jahr 2020 wurde nach Abbruch der Saison wegen der COVID-19-Pandemie kein Meister ermittelt. Tabellenführer zum Zeitpunkt des Saisonabbruches war Borussia Dortmund.

## HBF-Award
Seit 2019 zeichnet die HBF Spielerinnen für „außergewöhnliche Leistungen und Verdienste im Handball der Frauen“ mit dem HBF-Award aus.
- 2019: Clara Woltering[3][4]
- 2021: Anna Loerper[5]